# Cacls
cacls和其继任者icacls是Microsoft Windows原生的命令行工具， 用于显示和修改文件或文件夹的安全描述符。 “访问控制列表”指的是控制谁能够访问特定文件或文件夹的权限列表。cacls命令也可在ReactOS上使用。

## cacls
cacls.exe实用工具是Windows NT产品线上Windows NT 3.5及更高版本系统可用、现已废弃的目录和文件安全描述符命令行编辑器 。微软已经发行如下更新的工具（一些随后也被废弃）提供功能增强以支持NTFS文件系统版本3推出的变化：
- xcacls.exe[4][5][6][7]支持Windows 2000或更高，后来新增设置执行、删除及取得所有权等权限的功能；
- xcacls.vbs[8][9]；
- fileacl.exe [10]；
- icacls.exe （Windows Server 2003 SP2及以上可用）；[11][12]
- SubInAcl.exe - Resource Kit工具，用于设置、替换多种对象（包括文件、服务、注册表键值）的权限；
- Windows PowerShell （Get-Acl[13]与Set-Acl[14] cmdlets）

对应的ReactOS版本由Thomas Weidenmueller先生开发，在 GNU宽通用公共许可证下授权。

## icacls
意为“完整性控制及访问控制列表”（Integrity Control Access Control List）。Windows Server 2003 Service Pack 2及以上包含icacls，一个可以显示、修改、备份、恢复文件和文件夹访问控制列表，也可以在Vista及更高版本系统上设置完整性级别与所有权的自带命令行工具。 然而，它并不是cacls的完全替代。 例如，它在命令行参数中不能直接支持安全描述符定义语言（SDDL）语法（仅在备份/恢复选项可用）。

## 另请参阅
- SetACL
- chmod
- takeown

## 更多
- . Microsoft Windows XP Professional Product Documentation. Microsoft Corporation.   [24 December 2011]. （原始内容存档于2009-07-02）.
- . Microsoft TechNet. Microsoft Corporation. 28 March 2003  [24 December 2011]. （原始内容存档于2017-10-08）.
- . Microsoft Developers Network. Microsoft Corporation. 15 November 2011  [24 December 2011]. （原始内容存档于2017-10-08）.
- Bradley, Tony. . SecurityFocus. Symantec. 2 November 2010  [24 December 2011]. （原始内容存档于2018-08-07）.
- The Security Descriptor Definition Language of Love (Part 1) （页面存档备份，存于）